# Сарыпульское ханство
Сарыпульское ханство (узб. Saripul xonligi, Сарипул хонлиги) — узбекское государство, существовавшее в Северном Афганистане в XVIII—XIX веках. Последним ханом был Магомет.
В 1878 году полковник Гродеков при поездке в Афганистан упоминал о Сарыпульском ханстве:

Н. И. Гродеков. 1883.
Так как Меймене, во время войны с Афганистаном, помогали ханства Сарыпуль и Шибирхан, то и они были покорены и присоединены и владениям Шир-Али-хана. Самое покорение этих ханств совершено было раньше покорения Меймене, потому что они лежали на пути к столице ханства. Последний сарыпульский хан был Магомет; он в настоящее время пленник в Кабуле.

## Правители Сарыпуля (1830 - 1886)
- 1. Зульфикар-хан (1830 - 38).
- 2. Махмуд-хан (1838 - 50).
- 1850 - 1863 афганское завоевание.
- 3. Фаиз Мухаммед-хан (1863 - 67).
- 4. Хаким-хан (1867 - 79).
- 5. Мир Мухаммед (1879 - 86).
- 1886 к Афганистану (вассал с 1866).